# شون كاسيدي
شون كاسيدي (بالإنجليزية: Shaun Cassidy)‏ (و. 1958  م) هو ممثل، وكاتب سيناريو، ومغني، ومنتج أفلام، ومغن مؤلف، وممثل تلفزي أمريكي، ولد في لوس أنجلوس.

## التعليم
تعلم في ثانوية بيفرلي هيلز ‏.

## وصلات خارجية
- شون كاسيدي على موقع IMDb (الإنجليزية)
- شون كاسيدي على موقع ألو سيني (الفرنسية)
- شون كاسيدي على موقع ميوزك برينز (الإنجليزية)
- شون كاسيدي على موقع أول موفي (الإنجليزية)
- شون كاسيدي على موقع قاعدة بيانات برودواي على الإنترنت (الإنجليزية)
- شون كاسيدي على موقع قاعدة بيانات الأفلام السويدية (السويدية)
- شون كاسيدي على موقع إن إن دي بي (الإنجليزية)
- شون كاسيدي على موقع أول ميوزيك (الإنجليزية)
- شون كاسيدي على موقع ديسكوغز (الإنجليزية)
- شون كاسيدي على موقع قاعدة بيانات الفيلم (الإنجليزية)